# Revelation 666 - The Curse of Damnation
Albums de Old Man's Child
Ill-Natured Spiritual Invasion
(1998) In Defiance of Existence
(2003)
Revelation 666 - The Curse of Damnation est le quatrième album studio du groupe de black metal symphonique norvégien Old Man's Child. L'album est sorti le 13 mars 2000 sous le label Century Media Records.

## Musiciens
- Galder – chant, guitare, claviers
- Jardar – guitare
- Memnoch – basse
- Tjodalv – batterie sur les titres 2, 3, 5 et 7
- Grimar – batterie sur les titres 1, 4, 6 et 8

## Liste des morceaux
1. Phantoms of Mortem Tales – 5:35
2. Hominis Nocturna – 5:22
3. In Black Endless Void – 4:27
4. Unholy Vivid Innocence – 5:06
5. Passage to Pandemonium – 4:13
6. Obscure Divine Manifestation – 4:20
7. World Expiration – 6:06
8. Into Silence Embrace – 5:02